# Pareumenes volatilis
Pareumenes volatilis är en stekelart som först beskrevs av Smith.  Pareumenes volatilis ingår i släktet Pareumenes och familjen Eumenidae. Inga underarter finns listade i Catalogue of Life.